# Фёдорова, Софья Васильевна
Со́фья Васи́льевна Фёдорова (1879—1963) — русская балерина. По сцене Фёдорова 2-я (одна Фёдорова уже была в кордебалете). У неё была младшая сестра, тоже ставшая балериной, — Ольга Васильевна Фёдорова (1882, Москва, — 1942, Ленинград), выступавшая как Фёдорова 3-я и одна из первых советских актрис, получивших звание заслуженной артистки республики, и брат Михаил, тоже артист балета.
Муж: известный оперный певец и режиссёр оперных спектаклей П. С. Оленин.

## Биография
Софья Фёдорова родилась 16 (28) сентября 1879 года в московской семье ремесленника-медника. Евгений Гольцман в своем авторском сайте «Звёзды русского балета начала XX века» отмечает: «В метрике сказано, что её отец „московский цеховой, медного цеха“. Медники и кузнецы в то время были, обычно, из оседлых цыган». Отец Василий Фёдорович скоро умер, мать Анна Михайловна осталась с тремя малолетними детьми. Помог родственник, служивший в Большом театре, устроив всех троих детей на полный пансион в Императорское московское театральное училище. Дети попали на балетное отделение. Софья окончила курс в 1899 году, младшая сестра Ольга — в 1901 году экстерном.
Педагогом Софья Федоровой был Н. П. Домашев. Сразу по окончании училища с 1 сентября 1899 года она была принята в балетную труппу императорского Большого театра и изначально зачислена в «корифейки», миновав, вопреки обычаям, кордебалет, и где по традициям времени стала выступать под артистическим псевдонимом Фёдорова 2-я. В 1900 году ей пришлось неожиданно заменить заболевшую Е. В. Гельцер в партии Мерседес в «Дон Кихоте» Людвига Минкуса. Выступление прошло с большим успехом, и том же году Софья Фёдорова была переведена в разряд вторых танцовщиц, очень быстро стала балериной I класса, а затем и «примой» с окладом 4 тысячи рублей в год — деньги по тем временам немалые. И кроме того, тут же известная парфюмерная фабрика выбрала её среди прочих женщин-знаменитостей своим рекламным лицом.

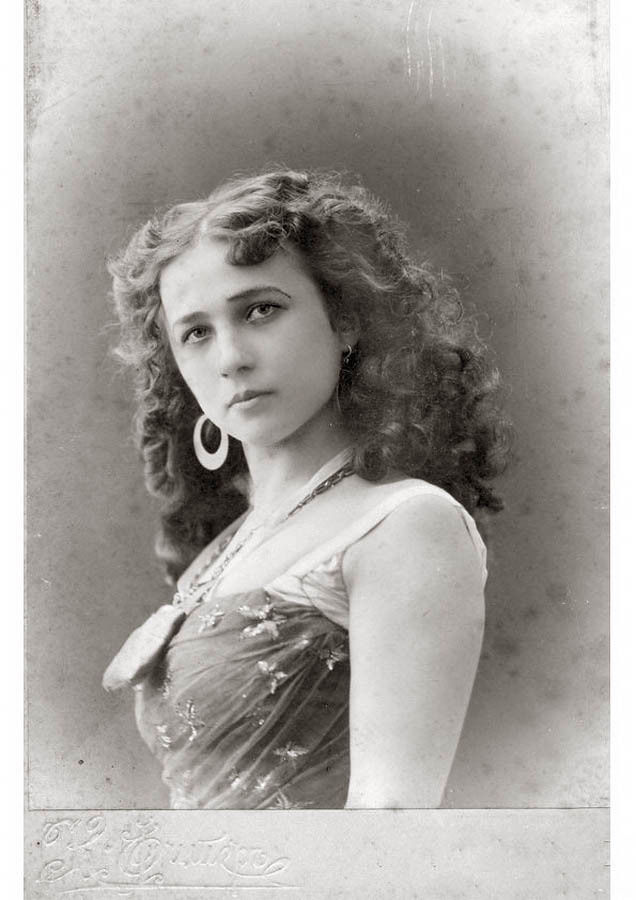
Фёдорова С.В., 1900-е гг.

К этому периоду на неё обратил внимание балетмейстер А. А. Горский, отметивший в её индивидуальности бурный темперамент и яркое мастерство перевоплощения, и начал работать с ней, ставя специально для неё дивертисменты и танцевальные номера. Евгений Гольцман в своем авторском сайте «Звезды русского балета начала XX века» отмечает, что «Горский ставил для Фёдоровой испанские танцы, которые приводили зал в экстаз». От исполнения классических партий она, как правило, отказывалась, не чувствуя себя достаточно подготовленной к ним технически. Её стихией был хара́ктерный танец. Евгений Гольцман в своем авторском сайте «Звезды русского балета начала XX века» пишет: «В жизни Фёдорова производила впечатление худенького и немощного существа, скромного одетого и довольно неряшливого. На сцене в неё словно вселялся бес, она своим неистовством заражала всю труппу. У неё была довольно слабая техника. Ей трудно было танцевать классические роли, но она была несравненной драматической актрисой». Горский специально для Фёдоровой переработал несколько партий в классических балетах, в том числе новую версию партии Жены хана в «Коньке-Горбунке» Цезаря Пуни, Старуху в «Золотой рыбке» Л.Минкуса и другие. В 1909—1913 годах Федорова принимала участие в балетных Русских сезонах С. П. Дягилева в Париже, где уже работал её брат Михаил Фёдоров. Она там провела несколько балетов в хореографии М. М. Фокина, в балете «Вакханалия» танцевала совместно с женой прославленного балетмейстера Верой Фокиной.
В 1913 году она впервые станцевала Жизель в одноименном балете Адольфа Адана. Эта партия стала роковой для балерины. Сцену сумасшествия своей героини, актриса, наделенная особой чуткостью, неуравновешенностью и огромным даром перевоплощения, проводила столь искренне, что критика отмечала уход от театральной пластики к натуралистичности. Через небольшое время врачи констатировали у неё серьёзное нервное расстройство, предвестник скорого психического заболевания. Евгений Гольцман на сайте «Звезды русского балета начала XX века» пишет: «8 октября 1913 года театральный врач отметил у Фёдоровой бессонницу, головокружение, упадок сил, повышенную возбудимость: „Раздражительность, впечатлительность, скорая утомляемость, быстрая, резкая смена в настроении — от полной вялости и апатии с обильными слезами до повышенного бодрого, живого состояния духа“». Исполнение партии Жизели, к которой балерина готовилась несколько лет, пришлось немедленно прекратить.

## После Большого театра
В 1917 году закончился срок договора балерины с дирекцией Большого театра, но она ещё продолжала изредка появляться на сцене. Однако из-за усиливавшейся болезни все чаще возникали неявки на спектакль. В декабре 1918 года в связи с частыми пропусками ей было приостановлено денежное содержание. В январе 1919 года она обратилась в художественно-репертуарный комитет балетной труппы с просьбой о пособии, так как «из-за тяжелой болезни» не могла участвовать в спектаклях. Во врачебном свидетельстве говорилось, что она страдает «остро-неврастеническими явлениями в тяжелой форме». И в начале 1919 года она уехала из Москвы в Петроград, где к тому времени c 1918 года работал её муж — Петр Сергеевич Оленин, знаменитый оперный певец, режиссёр оперных постановок и управляющий оперной труппой Мариинского театра.
28 января 1922 года Пётр Сергеевич Оленин скончался. Похоронив мужа в Москве, Софья Васильевна сразу решила уехать из страны, и уже весной того же года выехала за границу, как официально считалось — на лечение, но фактически это была эмиграция.

## Эмиграция
Выехав за рубеж, Фёдорова сразу приступила к работе. Она выступала в Берлине в пантомиме «Покрывало Пьеретты», поставленной по произведению Артура Шницлера. Нина Берберова, видевшая этот спектакль, вспоминала более чем через полвека: «Когда Чабров и Федорова-вторая танцевали польку во втором действии, а мёртвый Пьеро появился на балкончике…, я впервые поняла (и навсегда), что такое настоящий театр, и у меня ещё и сейчас проходит по спине холод, когда я вспоминаю шницлеровскую пантомиму в исполнении этих трёх актёров. Такой театр входит в кровь зрителя не метафорически, а буквально, что-то делает с ним, меняет его, влияет на всю его дальнейшую жизнь».
Из Берлина Фёдорова отправилась в Париж, решив обосноваться там, поскольку в Париже осело много русских эмигрантов, хорошо помнивших её сценическую деятельность; давала уроки балета и периодически выступала с концертами на эстраде. Но болезнь прогрессировала, и она все чаще проводила время в психиатрических больницах.
В 1925—1926 гг. работала в труппе Анны Павловой. В 1928 году Сергей Дягилев пригласил её на выступления с «Русским балетом», именно в его труппе она впервые очаровала Париж своим появлением в «Половецких плясках» и вот спустя 19 лет снова оказалась в его труппе. Это было последнее выступление Софьи Федоровой. Её болезнь вновь обострилась, и она была помещена в госпиталь, откуда её забрал друг — Г.Столповский, который и поддерживал до конца её дней.

## Творчество
Партии на сцене Большого театра:

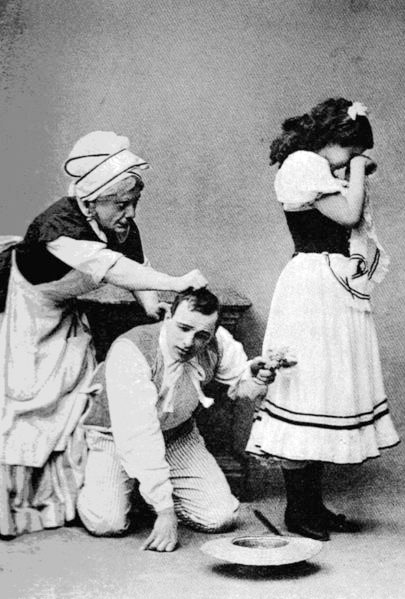
Сцена из балета «Тщетная предосторожность», справа — С. В. Фёдорова в роли Лизы. Ок. 1915 года.

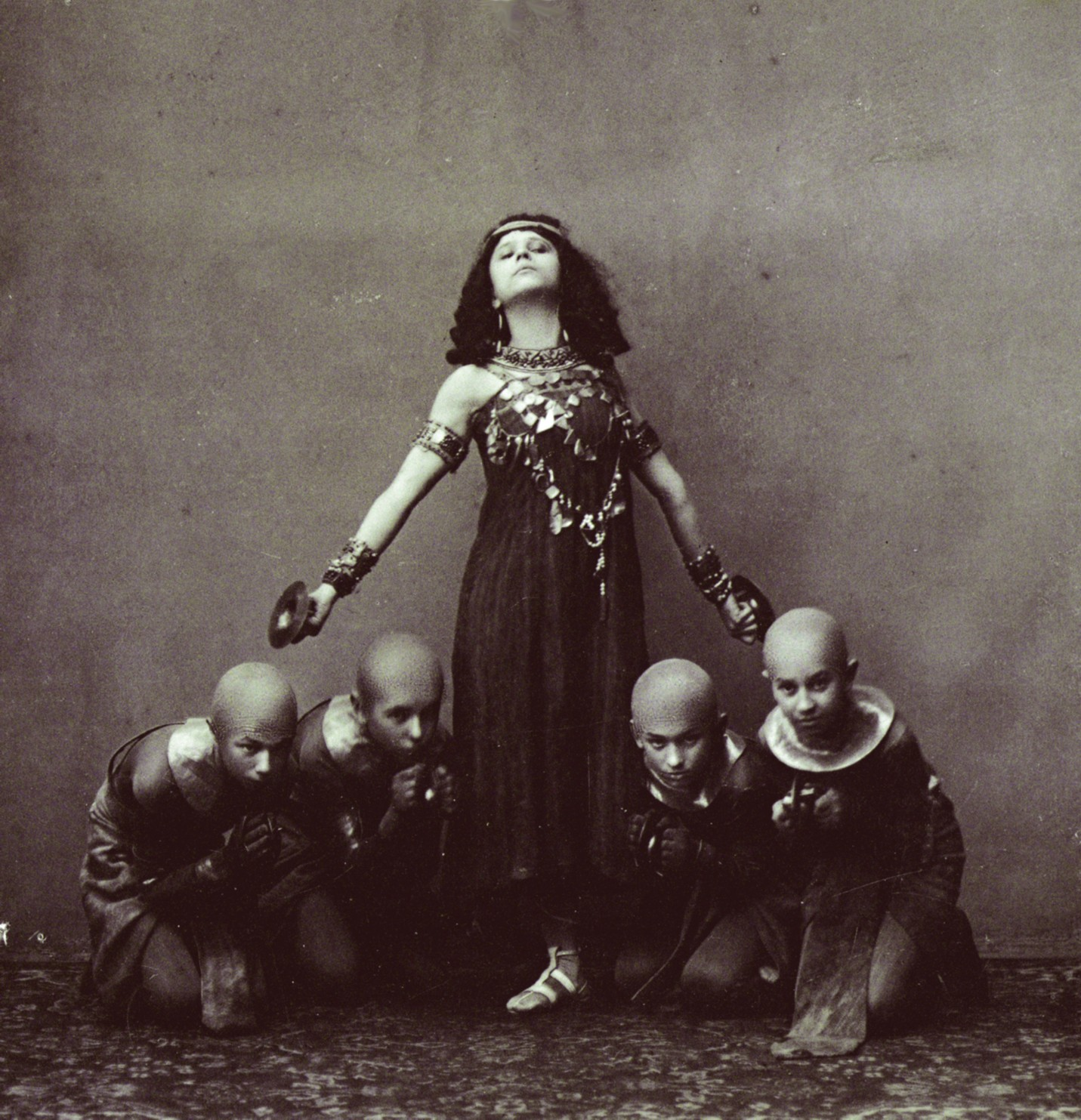
С. В. Фёдорова в балете «Дочь фараона». 1909 год.

- 1901 — «Танец Анитры» на музыку Э. Грига, балетмейстер А. Горский
- 1901 — «Конек-горбунок» Ц. Пуни, балетмейстер А. Горский — Жена хана
- 1902 — «Дочь Гудулы» А. Симона, балетмейстер А. Горский — Эсмеральда
- 1903 — «Золотая рыбка» Л. Минкуса с добавлением музыки других композиторов, балетмейстер А. Горский — Старуха
- 1906 — «Робер и Бертрам, или Два вора» И. Шмидта и Пуни (с добавлением музыки Ф. Шумана, Ф. Шопена, П. Чайковского), балетмейстер А. Горский — служанка Селестен
- 1907 — «Аленький цветочек» Ф. Гартмана — испанский танец
- 1910 — «Саламбо» А. Арендса, балетмейстер А. Горский — Рабыня (жрица Молоха)
- 1913 — «Жизель» А. Адана в хореографии Мариуса Петипа — Жизель
- 1914 — «Конек-Горбунок» Пуни — Цыганский танец в хореографии А. Горского
- «Дон Кихот» — Уличная танцовщица,  Мерседес
- «Дочь фараона» Минкуса — Хита
- «Спящая красавица» П. И. Чайковского — Белая кошечка
- «Тщетная предосторожность» П. Гертеля — Лиза
- «Корсар» Адольфа Адана — Гюльнара и Медора
- «Парижский рынок» Пуни — Жоржетта
- «Волшебное зеркало» А. Корещенко — Принцесса
- «Конек-Горбунок», — украинский танец
- «Раймонда» А. Глазунова, балетмейстер М. И. Петипа — панадерос
- «Руслан и Людмила» М. Глинки. Балетный акт в опере — лезгинка
- «Времена года» А.Глазунова — вакханалия
- «Баядерка» Минкуса — индусский танец
- «Коппелия» Лео Делиба — чардаш

«Русские сезоны» в Париже:
- 1909 — «Половецкие пляски» А. Бородина, балетмейстер М. Фокин — Половецкая девушка
- 1909 — «Вакханалия» на музыку А. К. Глазунова — танцевальный девиртисмент
- 1909 — «Пир», сюита танцев — танец чардаш на музыку Глазунова в постановке Горского, в партнерстве с М. Мордкиным
- 1910 — «Шехеразада» на музыку Н. Римского-Корсакова, балетмейстер Фокин — одалиска
- 1913 — «Клеопатра» (другое название балета «Египетские ночи») А. Аренского с музыкой других композиторов — Таор

## Значение творчества
Критика отмечает творчество балерины: «Фёдорова была характерной танцовщицей. Но даже характерные танцы в дивертисментах становились в исполнении Ф. ярким явлением, приобретая самостоятельное значение. Обладая огромным стихийным темпераментом, необычайной экспрессией, доходящей до экстатических состояний, драматическим дарованием, она создавала эмоционально насыщенные образы, окрашенные, как правило, в мрачные тона, что со временем приобретало все больший вес в её творчестве. Вяч. Иванов сказал о Ф. что „всем своим обликом она будит смутное, тайное воспоминание. Связанные стихии, скрытые за обычной жизнью, умеет развязывать эта заклинательница. Её область — темная мистика души“».